# Geschichten vom Franz
Geschichten vom Franz ist eine Buchreihe von Christine Nöstlinger, die erstmals zwischen 1984 und 2011 im Verlag Oetinger erschien. In 19 Bänden werden Ereignisse im Leben des Protagonisten Franz Fröstl aus Wien geschildert, der zu Beginn noch den Kindergarten besucht und im letzten Band neun Jahre alt ist und die 2. Klasse der Volksschule besucht. Die Bände sind sämtlich von Erhard Dietl in Farbe illustriert. Von Seiten des Verlags werden die Bände für fortgeschrittene Leseanfänger beworben. 2011 verkündete Nöstlinger das Ende der Serie.

## Wichtige Personen
Franz Fröstl
Der Protagonist hat drei wiederkehrende Probleme: Er ist für sein Alter zu klein, er schaut mit seinen Locken aus wie ein Mädchen und seine Stimme wird, wenn er sich aufregt, piepsig. Selbst als er in die zweite Klasse kommt, ist er der Kleinste seines Jahrgangs und sogar kleiner als manche Erstklässler.
Mutter
Seine Mutter ist seine wichtigste Bezugsperson und Ratgeberin. Sie kann aber nicht immer Verständnis für Franz aufbringen. Zudem ist sie untertags in der Arbeit.
Vater
Der Vater spielt nur eine nachgeordnete Rolle für Franz, seine Ratschläge nützen ihm zumeist wenig. Oft decken sie sich auch mit denen seines Bruders Josef.
Josef
Josef ist der sechs Jahre ältere Bruder von Franz, der ihn nur als Belastung empfindet und zumeist beschimpft.
Gabi Gruber
Gabi ist die Nachbarin und beste Freundin von Franz. Sie ist sehr bestimmend und Franz gelingt es nicht, ihr immer zu sagen, was er denkt, um nicht mit ihr zu streiten. Wegen eines trotzdem erfolgenden Streits wechselt sie in die Parallelklasse.
Gabis Mutter
Gabis Mutter ist die Tagesmutter von Franz. Bei ihr isst er zu Mittag. Gelegentlich nimmt sie bei Konflikten zwischen Franz und Gabi Position für den Franz und gegen ihre Tochter ein.
Lili
Lilli ist eine Studentin, die in den frühen Bänden am Nachmittag auf Franz aufpasst und mit ihm lernt. Sie hat einen Freund namens Peter.
Eberhard Most
Eberhard ist der Größte in der Klasse. Er hatte ursprünglich den Franz als Mobbingopfer ausersehen, wird dann aber zu seinem besten Freund und Beschützer. Mit Gabi verträgt er sich allerdings überhaupt nicht, womit Franz ab dem Start der zweiten Klasse sogar froh ist, nicht mit ihr in einer Klasse zu sein.
Oma
Die Oma väterlicherseits lebt im Altersheim und ist ebenfalls eine wichtige Ansprechpartnerin von Franz.
Zickzack
Der Lehrer Swoboda wird wegen seines Regimentstons von Franz und seinen Freunden „Zickzack“ genannt.

## Bücher

### Geschichten vom Franz, 1984
Franz überzeugt ein ungläubiges Kind, dass er ein Junge ist. Franz geht verloren. Und die Mama bekommt vom Franz einen hässlichen Hut gebastelt.

### Neues vom Franz, 1985
Franz hat Gabi gesagt, dass er schon lesen könne. In Wirklichkeit lässt er sich die Dinge nur von Leuten vorsagen, die wirklich lesen können.

### Schulgeschichten vom Franz, 1987
Franz kommt in die Schule und trifft seinen Lehrer im Altersheim der Oma wieder, als dieser seine Mutter besucht. Die Oma kann es nicht lassen, ihm die Leviten zu lesen.

### Neue Schulgeschichten vom Franz, 1988
Ein Schulheft ist Franz ins Wasser gefallen. Um es dem Lehrer Zickzack zu sagen, lässt sich Franz was einfallen.

### Feriengeschichten vom Franz, 1989
Franz ist im Ferienheim und hat es mit einem Zimmerkollegen zu tun, der keine Rücksicht auf andere nimmt. Als dieser einem anderen Kind eine Lektion erteilen will, hilft Franz mit, so dass die Lektion dem Kollegen zukommt.

### Krankengeschichten vom Franz, 1990
Franz stellt sich krank, um nicht in die Schule zu müssen. Ein andermal stürzt er im Keller und bekommt einen Gips.

### Liebesgeschichten vom Franz, 1991
Drei Geschichten: Wie der Josef sich verliebt und Franz ihm helfen will, wie die Gabi ihre Freundin Sandra dem Franz vorzieht. Und wie sich der Franz am Land in ein Mädchen verliebt, das ihn zu Straftaten anstiften will.

### Weihnachtsgeschichten vom Franz, 1993
Franz wünscht sich zu Weihnachten ein ferngesteuertes Segelboot. Eines Tages entdeckt er im Schlafzimmerschrank ein Paket. Darin ist aber eine Puppenküche. Franz denkt, das ist für ihn. Eberhard tröstet seinen Freund. Am 22. Dezember stellt sich heraus, dass die Puppenküche für Gabi ist. An Heiligabend bekommt Franz doch noch ein Segelboot. Und auch der Josef, der Papa, die Mama und die Oma.

### Fernsehgeschichten vom Franz, 1994
Franz hat nur wenige Fernsehsender, erfindet aber eine Serie, die er in einem Satellitensender gesehen haben will. Die Klassenkameraden werden neugierig und wollen ihn besuchen kommen, um die Serie zu sehen.

### Hundegeschichten vom Franz, 1996
Franz verliebt sich in den Hund, der bei Eberhard auf Besuch ist. Als dieser wieder abreist, sucht Gabi einen Ersatzhund.

### Babygeschichten vom Franz, 1998
Gabi bekommt ein Geschwisterchen und ist zwischen Vorfreude und Eifersucht hin- und hergerissen.

### Opageschichten vom Franz, 2000
Franz ist gegen einen aufdringlichen Klassenkameraden eine Wette eingegangen, dass er einen Opa habe. Die Oma weiß Rat: Franz’ Opa hat nochmals geheiratet, die Frau nach dem Tod des Opas auch, und deshalb ist Kuno Krautwaschl auch so etwas wie ein Opa vom Franz.

### Fußballgeschichten vom Franz, 2002
Franz darf nicht in der Bubenmannschaft seiner Klasse Fußball spielen und spielt mit dem FC Girl von Gabi. Gemeinsam mit den Mädchen gewinnt er gegen die Buben.

### Pferdegeschichten vom Franz, 2003
Als Franz aus dem Urlaub zurückkommt, hat Gabi eine neue Leidenschaft: Pferde.

### Quatschgeschichten vom Franz, 2005
Gabis Lieblingswort ist neuerdings „Quatsch“. Sie fordert den Franz auf, eine Geheimsprache zu entwickeln. Dieser erfährt von der U-Sprache, die seine Mutter mit einer Kindheitsfreundin namens Mercedes sprach. Und beim Sprechen der Sprache am Schulhof gelingt es ihm, den Sohn der Jugendfreundin auszumachen und so einen Besuch von Mercedes einzufädeln. Unterdessen hat Gabi einen Drohanruf mit verstellter Stimme gemacht, verrät sich aber durch die häufige Verwendung von „Quatsch“.

### Neue Fußballgeschichten vom Franz, 2006
Franz spielt nun in der Bubenmannschaft. Bei einem Besuch zuhause verlieren sie den signierten Fußball vom Josef und Franz muss dem Promifußballer Martin Muellermeier nachjagen, um eine neue Unterschrift zu bekommen.

### Franz auf Klassenfahrt, 2007
Die Klasse von Franz unternimmt eine Klassenfahrt. Da das Essen schlecht ist, reißt er gemeinsam mit Gabi und Eberhard aus, um im Supermarkt Essen zu kaufen. Dabei werden sie allerdings erwischt.

### Detektivgeschichten vom Franz, 2010
Gabi überredet ihn, in einem Kaufhaus nach Dieben zu suchen. Dabei werden sie vom Kaufhausdetektiv selbst für Ladendiebe gehalten und ausgewiesen.
Gabi denkt, dass ein neuer Mieter im Haus, der „Sparkassenräuber“ ist. Sie, Franz und Eberhard dringen in die Wohnung ein, doch stellt es sich als falscher Verdacht heraus.

### Freundschaftsgeschichten vom Franz, 2011
Das Verhältnis von Franz zu seiner besten Freundin Gabi wird kompliziert, nicht nur, weil sie ihn zu schikanieren versucht. Sie hat auch etwas gegen seinen besten Freund Eberhard. Dem ist das zwar egal, Franz fühlt sich aber zwischen den Stühlen nicht wohl. Als die kleine Elfie auftaucht, hilft Franz ihr, ihre Komplexe wegen ihrer Zahnspange zu überwinden. Und die eifersüchtige Gabi muss sich mehr um Franz bemühen.

### Sammelausgaben
1991 erschien Allerhand vom Franz, ein Sammelband, der die bis dahin erschienenen Bände zusammenfasste. 2011 erschien Der ganze Franz, der alle 19 Texte zusammenführte, wobei die Bilder nur teilweise übernommen wurden. 2014 erschien Alles vom Franz und seinen Freunden, der die folgenden Bände enthält: Freundschaftsgeschichten vom Franz, Pferdegeschichten vom Franz, Quatschgeschichten vom Franz, Franz auf Klassenfahrt, Detektivgeschichten vom Franz, Feriengeschichten vom Franz, Neue Fußballgeschichten vom Franz. 2016 erschien mit Das Beste vom Franz ein umfangreicher Sammelband als limitierte Sonderausgabe, die auf fast 500 Seiten eine Auswahl der Geschichten enthält. Unter dem Titel Die besten Geschichten vom Franz kam 2018 ein weiterer Sammelband heraus, der die Schul-, Ferien-, Detektiv-, Kranken-, Liebes-, Weihnachts- und Fernsehgeschichten vom Franz enthält.

## Hörbücher
Als Hörbücher erschienen in den 1990ern in Produktion von Oetinger bei Deutsche Grammophon Junior:
- Geschichten vom Franz (1994)
- Neues vom Franz (1995)
- Krankengeschichten vom Franz
- Schulgeschichten vom Franz
- Neue Schulgeschichten vom Franz
- Feriengeschichten vom Franz
- Krankengeschichten vom Franz
- Liebesgeschichten vom Franz
- Weihnachtsgeschichten vom Franz
- Fernsehgeschichten vom Franz

Die Autorin hat mehrere Geschichten selbst eingesprochen.

## Verfilmung
2022 erschien der Film Geschichten vom Franz von Johannes Schmid. Dieser wurde 2023 mit Neue Geschichten vom Franz fortgesetzt.

## Belege
1. ↑  Ich habe genug vom Franz. Abgerufen am 24. August 2016.
2. ↑  Freundschaftsgeschichten vom Franz. Borromäusverein, abgerufen am 9. Mai 2025.
3. ↑  Freundschaftsgeschichten vom Franz. Verlagsgruppe Oetinger, abgerufen am 9. Mai 2025.
4. ↑  Die besten Geschichten vom Franz. Der große Sammelband. Verlagsgruppe Oetinger, abgerufen am 9. Mai 2025.
5. ↑  NGF - Nikolaus Geyrhalter Filmproduktion - Geschichten vom Franz. Abgerufen am 11. Juli 2021.